# Donnington (Herefordshire)
Pour les articles homonymes, voir Donnington.
Donnington est une paroisse civile et un village du Herefordshire, en Angleterre.